# 1408 (фильм)
«1408» — американский психологический фильм ужасов 2007 года, снятый шведским режиссёром Микаэлем Хофстрёмом по одноимённому рассказу Стивена Кинга. Вышел в прокат 22 июня 2007 года, в России — с 12 июля 2007 года.
Фильм рассказывает о Майке Энслине, писателе, который исследует дома с привидениями и снимает титульный номер 1408 в отеле Нью-Йорка. Хотя он скептически относится к паранормальным явлениям, он вскоре оказывается в ловушке в комнате, где переживает странные события. Рецензии были в основном положительными, и фильм показал положительные кассовые сборы.
На DVD была выпущена режиссёрская версия фильма с другой концовкой, отличающейся от версии, идущей в кинотеатрах. Изначальная версия была переснята, поскольку на тестовых показах была воспринята зрителями слишком угнетающей.

## Сюжет
Писатель Майк Энслин, специалист по паранормальным явлениям, пишет книгу о необычных явлениях и полтергейсте в отелях. Цинично относящийся к жизни и не верящий в существование привидений и прочих необъяснимых явлений, Энслин получает рекламную открытку нью-йоркской гостиницы «Дельфин», с предупреждением: «Не входи в 1408!»
Желая разоблачить очередной, как ему показалось, рекламный трюк отеля, он приезжает в гостиницу «Дельфин» и настойчиво требует ключи от комнаты 1408, не внимая предупреждениям старшего управляющего Джеральда Олина об опасности. Энслин узнаёт о том, что за 95 лет существования «Дельфина» 56 постояльцев именно этого номера покончили с собой или скончались от естественных причин, поскольку в номере «…обитает чистое зло». Страстная и убедительная речь управляющего только распалила любопытство писателя.
Войдя в заветный номер и не обнаружив поначалу ничего сверхъестественного, Майк записывает на диктофон голосовой отчёт об отсутствии здесь, как и в других отелях, признаков неупокоенных душ. Однако вскоре электронные часы на прикроватной тумбочке начинают 60-минутный обратный отсчёт, в течение которых Майку предстоит приложить немало усилий, чтобы не сойти с ума в иррациональном мире номера 1408, полном необъяснимых ужасов и невероятных событий. На какое-то время ему даже показалось, что удалось выбраться из номера, и что всё это был кошмар. Он даже пишет фантастическую рукопись о пережитом ужасе. Но когда он заходит в почтовое отделение, чтобы отправить готовую рукопись, рабочие начинают рушить стены, и за разрушенными стенами отделения обнаруживается всё тот же номер 1408.
После того как Майк с трудом переживает этот час, всё в номере возвращается на свои места, но будильник начинает отсчёт сначала. В номер звонят с ресепшена и сообщают, что Майк находится в пятом кругу ада и будет проживать этот час снова и снова, но можно воспользоваться так называемой услугой «быстрой выписки из номера» (то есть покончить с собой). После этого звонка в номере сразу возникают удавки, а Майк видит себя в зеркале повесившимся в петле из белья. Однако он, не желая умирать эгоистом, делает из подаренной Олином бутылки коньяка коктейль Молотова и поджигает номер, говоря номеру «Не пытайся откусить больше, чем можешь проглотить!». Из вентиляционного люка слышен стон.

### Варианты концовки
- В прокатной версии пожарные выносят героя из номера. Майк остаётся жив, от жены он узнаёт о коротком замыкании, случившемся в номере. Однако, как доказательство реальности происходившего, у него остаётся диктофон, на котором записаны происходящие события и даже голос призрака его дочери, что ввергает его жену в шок, когда Майк решает прослушать запись.
- Расширенная версия практически идентична прокатной, только, в отличие от последней, при прослушивании диктофона Лили находилась в другой комнате и не слышала записи.
- В режиссёрской версии Майк погибает при пожаре. Его хоронят, а личные вещи и диктофон остаются у управляющего отелем. Когда Олин решается прослушать диктофон, в зеркале заднего вида ему мерещится изуродованный ожогами призрак Майка. В то же время, в сгоревшем номере 1408, тот же призрак, но без ожогов, смотрит через окно на город, пока не уходит к окликнувшей его дочери.
- В расширенной режиссёрской версии редактор получает рукопись, которую Майк написал, находясь в иллюзорно-альтернативном мире.

## В ролях
| Актёр                  | Роль          |
| ---------------------- | ------------- |
| Джон Кьюсак            | Майк Энслин   |
| Мэри Маккормак         | Лили Энслин   |
| Жасмин Джессика Энтони | Кэти Энслин   |
| Сэмюэл Л. Джексон      | Джеральд Олин |
| Тони Шалуб             | Сэм Фаррелл   |
| Бенни Уркидес          | маньяк        |
| Эндрю-Ли Поттс         | почтальон     |